# اصغر نائینی
اصغر نائینی (زاده ۱۳۴۱ در تهران) پاسور و کاپیتان سابق تیم ملی والیبال بزرگسالان و مربی بین المللی فعلی والیبال اهل ایران است. نائینی سابقه مربیگری در تیم‌های ملی نوجوانان و جوانان را هم دارد اما به عنوان سرمربی اولین تجربه خود را در لیگ با هدایت تیم گوهر کویر زاهدان به دست آورد و در حال حاضر سرمربی تیم پیروزی کیش در لیگ دسته یک کشور می باشند.او هم اکنون عضو باشگاه آرکاس اسپور است.